# Carl Pollard
Carl Jesse Pollard (* 28. Juni 1947) ist ein Hochschullehrer für Sprachwissenschaften an der Ohio State University.

## Leben und Wirken
Er schloss im Jahre 1984 in Stanford sein Linguistikstudium mit einem Ph.D. also einem Doctor of Philosophy ab. Zuvor im Jahre 1970 erwarb er seinen B.S. für Mathematik an der Purdue University. An der Brown University studierte er bis zum M.S. weiter Mathematik. Über die Auseinandersetzung mit Ostasiatischen Sprachen und Kultur, East Asian Languages and Cultures erlangte er seinen M.A. in Indiana 1978.
Er ist ein Vertreter der Head-driven Phrase Structure Grammar, einer Grammatiktheorie, die in den 1980er Jahren auf der Basis der Wiederbelebung der kontextfreien Phrasenstrukturgrammatiken als Generative Grammatiktheorie aus der Familie der Unifikationsgrammatiken entstand.

## Schriften (Auswahl)
- mit Ivan A. Sag: Information-based Syntax and Semantics. Band 1: Fundamentals (= CSLI Lecture Notes. 13). CSLI Publications, Menlo Park CA u. a. 1987, ISBN 0-937073-24-5.
- mit Ivan A. Sag: Head-Driven Phrase Structure Grammar. The University of Chicago Press u. a., Chicago 1994, ISBN 0-226-67447-9.
- mit Ivan A. Sag: Anaphors in English and the Scope of Binding Theory. In: Linguistic Inquiry. Bd. 23, Nr. 2, 1992, ISSN 0024-3892, S. 261–303, JSTOR:4178768.